# Campeonato Sul-Americano de Clubes de Voleibol Feminino de 2019
O Campeonato Sul-Americano de Clubes de Voleibol Feminino de 2019 foi décima nona edição do torneio organizado anualmente pela CSV, previsto para ser disputado entre os  dias 19 a 23 de fevereiro de  2019 na Arena Juscelino Kubitschek (Arena Minas), localizada na cidade de Belo Horizonte.É o torneio classificatório para edição do Campeonato Mundial de Clubes de Voleibol Feminino de 2019, com a participação de cinco equipes, estas representantes de Brasil, Argentina e Bolívia.
O Minas TC conquistou o bicampeonato consecutivo ao vencer na última rodada o Praia Clube, e o completou o pódio.E consecutivamente a jogadora Carol Gattaz é nomeada a melhor jogadora da competição.

## Formato de disputa
Para a classificação dentre dos grupos na primeira fase, o placar de 3-0 ou 3-1 garantiu três pontos para a equipe vencedora e nenhum para a equipe derrotada; já o placar de 3-2 garantiu dois pontos para a equipe vencedora e um para a perdedora.
O torneio será disputado em fase única (sistema de pontos corridos), sendo definido o pódio pelo maior número de pontos.

## Participantes
As seguintes equipes foram qualificadas para a disputa do Campeonato Sul-Americano de Clubes de 2019, conforme publicação da CSV em 7 de fevereiro de 2019:
| Equipe           | País      | Forma de Classificação                             | Títulos         |
| ---------------- | --------- | -------------------------------------------------- | --------------- |
| Minas TC         | Brasil    | Representante da Cidade-Sede                       | 1 (2018)        |
| Boca Juniors     | Argentina | Campeão da Liga Argentina A1 de Voleibol 2018      | 0 ( não possui) |
| Praia Clube      | Brasil    | Campeão da Superliga Brasileira A 2017-18          | 0 ( não possui) |
| Club San Lorenzo | Argentina | Vice-campeão da Liga Argentina A1 de Voleibol 2018 | 0 ( não possui) |
| Club Olympic     | Bolívia   | Campeão da Liga Superior Boliviana A 2018          | 0 (não possui)  |

## Fase única
Classificação
|  |                                                          |
|  | Qualificada para o Campeonato Mundial de Clubes de 2019. |

|     |                  |     | Jogos | Jogos | Jogos | Resultados | Resultados | Resultados | Resultados | Resultados | Resultados | Sets | Sets | Sets  | Pontos | Pontos | Pontos |
| Pos | Equipe           | Pts | T     | V     | D     | 3–0        | 3–1        | 3–2        | 2–3        | 1–3        | 0–3        | V    | P    | R     | V      | P      | R      |
| --- | ---------------- | --- | ----- | ----- | ----- | ---------- | ---------- | ---------- | ---------- | ---------- | ---------- | ---- | ---- | ----- | ------ | ------ | ------ |
| 1   | Minas TC         | 12  | 4     | 4     | 0     | 4          | 0          | 0          | 0          | 0          | 0          | 12   | 0    | MAX   | 301    | 187    | 1.610  |
| 2   | Praia Clube      | 9   | 4     | 3     | 1     | 3          | 0          | 0          | 0          | 0          | 1          | 9    | 3    | 3,000 | 286    | 187    | 1.529  |
| 3   | Club San Lorenzo | 6   | 4     | 2     | 2     | 2          | 0          | 0          | 0          | 0          | 2          | 6    | 6    | 1,000 | 237    | 247    | 0.960  |
| 4   | Boca Juniors     | 3   | 4     | 1     | 3     | 1          | 0          | 0          | 0          | 0          | 3          | 3    | 9    | 0.333 | 215    | 271    | 0.793  |
| 5   | Club Olympic     | 0   | 4     | 0     | 4     | 0          | 0          | 0          | 0          | 0          | 4          | 0    | 12   | 0,000 | 154    | 300    | 0.513  |

Resultados
| 19 de fevereiro de 2019 18:00 RelatórioAQ | Praia Clube | 3 — 0             | Boca Juniors | Arena Minas, Belo Horizonte |
| 19 de fevereiro de 2019 18:00 RelatórioAQ | 25          | Set 1 Set 2 Set 3 | 17 12 13     | Arena Minas, Belo Horizonte |

| 19 de fevereiro de 2019 20:00 RelatórioAQ | Minas TC | 3 — 0             | Club Olympic | Arena Minas, Belo Horizonte |
| 19 de fevereiro de 2019 20:00 RelatórioAQ | 25       | Set 1 Set 2 Set 3 | 11 13 12     | Arena Minas, Belo Horizonte |

| 20 de fevereiro de 2019 18:00 RelatórioAQ | Club San Lorenzo | 3 — 0             | Club Olympic | Arena Minas, Belo Horizonte |
| 20 de fevereiro de 2019 18:00 RelatórioAQ | 25               | Set 1 Set 2 Set 3 | 11 14 12     | Arena Minas, Belo Horizonte |

| 20 de fevereiro de 2019 20:00 RelatórioAQ | Minas TC | 3 — 0             | Boca Juniors | Arena Minas, Belo Horizonte |
| 20 de fevereiro de 2019 20:00 RelatórioAQ | 25       | Set 1 Set 2 Set 3 | 9 14 15      | Arena Minas, Belo Horizonte |

| 21 de fevereiro de 2019 18:00 RelatórioAQ | Boca Juniors | 3 — 0             | Club Olympic | Arena Minas, Belo Horizonte |
| 21 de fevereiro de 2019 18:00 RelatórioAQ | 25           | Set 1 Set 2 Set 3 | 16 12 18     | Arena Minas, Belo Horizonte |

| 21 de fevereiro de 2019 20:00 RelatórioAQ | Praia Clube | 3 — 0             | Club San Lorenzo | Arena Minas, Belo Horizonte |
| 21 de fevereiro de 2019 20:00 RelatórioAQ | 25          | Set 1 Set 2 Set 3 | 6 18 10          | Arena Minas, Belo Horizonte |

| 22 de fevereiro de 2019 15:00 RelatórioAQ | Praia Clube | 3 — 0             | Club Olympic | Arena Minas, Belo Horizonte |
| 22 de fevereiro de 2019 15:00 RelatórioAQ | 25          | Set 1 Set 2 Set 3 | 13 5 17      | Arena Minas, Belo Horizonte |

| 22 de fevereiro de 2019 17:00 RelatórioAQ | Minas TC | 3 — 0             | Club San Lorenzo | Arena Minas, Belo Horizonte |
| 22 de fevereiro de 2019 17:00 RelatórioAQ | 25       | Set 1 Set 2 Set 3 | 22 12 19         | Arena Minas, Belo Horizonte |

| 23 de fevereiro de 2019 11:30 RelatórioAQ | Boca Juniors | 0 — 3             | Club San Lorenzo | Arena Minas, Belo Horizonte |
| 23 de fevereiro de 2019 11:30 RelatórioAQ | 21 19 20     | Set 1 Set 2 Set 3 | 25               | Arena Minas, Belo Horizonte |

| 23 de fevereiro de 2019 13:00 Relatório AQ | Minas TC | 3 — 0             | Praia Clube | Arena Minas, Belo Horizonte |
| 23 de fevereiro de 2019 13:00 Relatório AQ | 25 26    | Set 1 Set 2 Set 3 | 21 16 24    | Arena Minas, Belo Horizonte |

## Premiação
| Campeonato Sul-Americano de Clubes de 2019 |
| Brasil                                     |
| ------------------------------------------ |
| Minas TC Campeão (2º título)               |

## Classificação Final
| Posição           | Equipe           | Classificação                        |
| ----------------- | ---------------- | ------------------------------------ |
| Medalha de ouro   | Minas TC         | Campeonato Mundial de Clubes de 2019 |
| Medalha de prata  | Praia Clube      |                                      |
| Medalha de bronze | Club San Lorenzo |                                      |
| 4                 | Boca Juniors     |                                      |
| 5                 | Club Olympic     |                                      |

## Prêmios individuais
A seleção do campeonato foi composta pelas seguintes jogadoras:
- MVP (Most Valuable Player): Carol Gattaz